# Futboln'yi Centr FFKR
Das Futboln'yi Centr FFKR (russisch Футбольный Центр ФФКР Futbolny Zentr FFKR, ФФКР FFKR steht für Федерация футбола Кыргызской Республики, Fußballverband der Kirgisischen Republik) ist ein Fußballstadion in der kirgisischen Hauptstadt Bischkek. Es ist die Heimspielstätte des Fußballvereins Ilbirs Bischkek aus der nationalen Top Liga. Die Anlage bietet auf den Rängen 1000 Plätze, verfügt aber nicht über eine Flutlichtanlage. Es befindet sich in der Mederow-Str. 1/B.